# Bakeridesia esculenta
Bakeridesia esculenta là một loài thực vật có hoa trong họ Cẩm quỳ. Loài này được (A.St.-Hil.) Monteiro mô tả khoa học đầu tiên năm 1972.